# Nobilli
Cet article possède des paronymes, voir Nobile, Nobili et Nobilis.
Nobilli est un village de République démocratique du Congo, qui se situe dans la chefferie des Watalinge, province du Nord-Kivu, territoire de Beni.